# Nisaetus philippensis
Nisaetus philippensis е вид птица от семейство Ястребови (Accipitridae). Видът е световно застрашен, със статут Уязвим.

## Разпространение
Видът е разпространен във Филипините.